# Kingston (Tennessee)
Kingston és una població dels Estats Units a l'estat de Tennessee. Segons el cens del 2000 tenia 5.264 habitants.

## Demografia
Segons el cens del 2000, Kingston tenia 5.264 habitants, 2.263 habitatges, i 1.532 famílies. La densitat de població era de 310,3 habitants/km².
Dels 2.263 habitatges en un 26% hi vivien nens de menys de 18 anys, en un 54,3% hi vivien parelles casades, en un 10,8% dones solteres, i en un 32,3% no eren unitats familiars. En el 29,6% dels habitatges hi vivien persones soles el 14,8% de les quals corresponia a persones de 65 anys o més que vivien soles. El nombre mitjà de persones vivint en cada habitatge era de 2,25 i el nombre mitjà de persones que vivien en cada família era de 2,77.
Per edats la població es repartia de la següent manera: un 20,5% tenia menys de 18 anys, un 8,2% entre 18 i 24, un 26% entre 25 i 44, un 24,8% de 45 a 60 i un 20,4% 65 anys o més.
L'edat mediana era de 42 anys. Per cada 100 dones de 18 o més anys hi havia 87 homes.
La renda mediana per habitatge era de 34.071 $ i la renda mediana per família de 44.979 $. Els homes tenien una renda mediana de 40.186 $ mentre que les dones 22.971 $. La renda per capita de la població era de 20.301 $. Entorn del 6% de les famílies i el 10% de la població estaven per davall del llindar de pobresa.

## Poblacions més properes
El següent diagrama mostra les poblacions més properes.